# C-41沖印處理
C-41冲洗工艺是一种由柯达公司于1972年研发，用于处理彩色負片的冲洗流程。这套感光胶片冲洗处理过程用于替代更早期的C-22工艺，适用于七十年代后绝大多数的彩色负片胶卷。由于柯达与其它厂家共同制定了该套冲洗标准，如富士稱為CN-16的冲洗工艺、柯尼卡的CNK-4，以及愛立克的AP-70，因此多數照片沖印店最少有一部沖印機使用C-41工艺冲洗顾客提供的彩负胶卷。
与历史上出现的多种彩色底片一樣，使用C-41冲洗工艺的底片由数层染料構成。由于染料長時間暴露于空气与光线下的不穩定特性，C-41負片經過長時間存放會出現褪色或變色現象，此問題在早期的生产的底片發生更甚；即使新型的彩色负片是否更適合作长期储藏存档，有時也有爭議。

## 底片结构
- 1.防刮保护层
- 2.含有黄色染料显色剂的蓝光感光层
- 3.黄色滤光层
- 4.含有品红染料显色剂的绿光感光层
- 5.青光感光层
- 6.中间层
- 7.含有青色染料显色剂的红光感光层
- 8.中间层
- 9.防光晕层
- 10.片基

富士Superia彩色负片的底片分层结构，由上至下分别是：
1.防刮保护层
2.含有黄色染料显色剂的蓝光感光层
3.黄色滤光层
4.含有品红染料显色剂的绿光感光层
5.青光感光层
6.中间层
7.含有青色染料显色剂的红光感光层
8.中间层
9.防光晕层
10.片基
注意青色感光层是富士胶片Superia系列特有的感光层，其它种类的C-41彩色负片并没有该结构。

C-41底片通常使用醋酸纤维素或聚对苯二甲酸乙二酯作为其片基材料，并在其上方涂覆多层感光乳剂（emulsion）。每层感光乳剂只对某一特定颜色的可见光敏感。比较常见的C-41底片结构由三层感光乳剂组成，由上至下分别对蓝光、绿光以及红光敏感。以及位于底部的红光感光层。蓝色感光层下通常有一层黄色滤光层，由染料和胶体银颗粒混合组成。设计黄色滤光层的原因是无论红、绿、蓝感光层都对蓝光敏感，因此为了保证底下的绿光与红光感光层不受蓝光影响，必须通过黄色滤光层去除蓝光，并容许其余颜色的光线继续向下照射该两种感光层。
如示意图所示，蓝光感光层与黄色滤光层下是绿色和红色感光层。所有符合C-41冲洗标准的彩色负片，均由几层含有对不同颜色光线敏感的感光乳剂层组成。这些层中的每一层都具有不同的感光度与对比度特性，使得拍摄者能在更广泛的照明条件下正确地曝光胶片。除了以银盐组成的光敏成分外，每个感光层中都含有称为显色剂的化学染料。这些显色剂分别位于蓝光，绿光与红光感光层中，分别在显影时产生黄色，品红色与青色染料。
除了数个感光乳剂层之外，C-41彩色负片也有其它非感光的结构。一些胶卷顶部涂附紫外滤光层或防刮保护层，以及附加的滤光层，如富士Superia系列胶卷。

## 冲洗過程
所有C-41胶卷冲洗工艺都是互相兼容的，尽管不同制造商的药剂配方略有不同；典型的C-41冲洗过程依次分为彩显、漂白、定影、稳定四个步骤。
当胶卷完成拍摄曝光后送去冲洗，首先会在隔光环境下浸泡在彩色显影剂中显影。彩色显影剂的显影成分是一种基于对苯二胺的化学物质，4-(N-乙基-N-羟乙基)-2-甲基苯二胺硫酸盐，通常称为CD-4。在显影过程中，显影剂将乳剂层的卤化银潜影还原成金属银颗粒。伴随卤化银的还原过程，受氧化的显影剂与染料耦合剂反应，最终在底片上形成不同颜色的彩色染料。
为了获得一致、准确的成片结果，控制胶卷在显影过程中的药水温度与搅拌方式是至关重要的。温度不正确会导致严重的色彩偏移，并造成显影不足或过度显影。
在显影过后，含有铁氰化钾的漂白剂将由显影产生的金属银转化为可溶于定影剂的卤化银。完成漂白后，含有亚硫酸钠与硫代硫酸钠的定影剂去除胶片上残留的卤化银。然后进行洗涤，最后使用稳定剂和冲洗液去除底片上的水渍。
该过程的简化版本（如柯达C-41B）去除了稳定步骤，该工艺不受商业C-41冲洗设备使用，而是面向给家庭用户与摄影爱好者等销售。

## 迫冲
与黑白胶片工艺一样，C-41工艺采用迫冲方式，延长显影时间提高胶片的感光度。由于彩色负片的复杂性和冲洗工艺的严格性，迫冲后的最终成片差异较大; 与黑白底片一样，迫冲过程通常会提高最终影像的反差与对比度，有时也会产生较粗的胶卷颗粒影响成片品质。

## 負片
使用C-41冲洗工艺后得到的底片是负片（相反颜色）。这意味着胶片上最暗的部分是现实拍摄过程中光线最亮的区域。另外，所有的C-41胶片还会包含额外的橙色色罩，以抵消胶片中染料透射率不足。直接观察时，这些C-41底片呈橙色，但橙色色罩在彩色印刷过程中得到补偿抵消。去除色罩后的C-41胶片使用彩色相纸打印反转色彩的图像，产出最终彩色正像。

## C-41兼容黑白胶卷
虽然C-41通常认为是一种只适用于彩色胶卷的冲洗过程，但某些黑白胶片产品，诸如伊尔福生产的“C-41兼容黑白胶卷”Ilford XP与XP2 Super，以及富士生产的Neopan 400CN。能够使用C-41冲洗工艺完成冲洗。柯达曾生产过一款类似的胶片，但在2014年8月停产。这些特殊配方的黑白胶卷与普通的黑白胶片不同，后者与C41化学不相容。
这种C-41兼容的黑白胶卷冲洗原理与其它C-41彩色负片原理一样：显影剂促使染料感光乳剂层中形成。然而，它们的感光层结构是不同的。虽然C-41兼容的黑白胶卷可能含有多层感光层，但它们同时都对所有颜色的光敏感，并且设计用于产生黑色染料，而非类似于彩色负片分别产生不同颜色的彩色染料。因此，该款采用C-41显影工艺的黑白胶卷最终冲洗得到的是黑白负像。
C-41黑白胶卷与普通C-41胶卷的另一个区别是片基颜色。柯达与其它厂商生产的彩色C-41胶片具有相同的橙色色罩片基，而诸如伊尔福XP2等C-41黑白胶卷的片基色罩是紫色，而富士生产的Neopan 400CN片基则是无色透明的。尽管普通C-41胶片上的橙色色罩可以在标准彩色印刷机上受补偿，并使用正确的黑色印相，但这种胶片难以在可变反差黑白相纸上放大印相，因其反差对比度取决于不同彩色滤光片的使用。相反，基于透明色片基的伊尔福与富士C-41黑白胶卷既可以在彩色相纸上使用异色印刷，也可以如同任何其他黑白胶片一样，在黑白可变反差相纸上进行光学印相。
人们通常认为这些C-41黑白胶卷能够得到没有影像颗粒的高质量印相。但这种说法在技术上是不正确的，即使用肉眼可能看起来没有影像颗粒。这是因为对于常规卤化银黑白底片，形成图像的各个银颗粒视为影像颗粒。但经过冲洗后的C-41黑白胶片上的染料层不含银。相反，C-41底片和印相由染料云组成，导致所构成图像的细节看起来与银盐颗粒不同。

## 反转负冲
使用C-41工艺冲洗需要E-6冲印处理的反转片称为反转负冲，这种冲洗方式也可以产生具有色偏且饱和度更大的负相。与此相反，使用C-41工艺冲洗的彩色负片也可以使用E-6工艺冲洗，得到由橙色色罩导致的明亮绿色色调的正像。使用不同品牌与不同感光度的胶片会导致最终成像产生不同的色偏、色彩亮度、饱和度与对比度。
C-41胶片可以用于标准的黑白显影工艺冲洗，产生黑白负片。这种方法冲洗的负片通常具有非常低的对比度和灰雾，系由C-41胶片结构的橙色色罩导致。

## 延伸閱讀
- E-6冲印处理
- 照相显影剂
- 胶片

## 外部連結
- 柯達C-41處理法沖印手冊Z-131（页面存档备份，存于）